# Dalarnas län
Dalarnas län, före 1 januari 1997 Kopparbergs län (historiskt även Stora Kopparbergs län vars namn syftade på Stora Kopparberget), är ett län i nordvästra Svealand i mellersta Sverige. Det sammanfaller i stort med landskapet Dalarna. Dalarnas län gränsar mot Jämtlands län, Gävleborgs län, Västmanlands län, Örebro län och Värmlands län i Sverige, samt mot Innlandet fylke i Norge. Länet möter Uppsala län i ett gränskors där Gävleborgs län också möter Västmanlands län. Länet har 15 kommuner och tillhör Västerås stift. Residensstad och största kommun är Falun.
Dalarnas läns valkrets utgör valkrets vid riksdagsval i Sverige.
Dalarnas län har samma vapen som landskapet Dalarna. När vapnet är krönt med kunglig (sluten) krona representerar det länsstyrelsen i länet. Länet har som vänlandskap landskapet Viljandimaa i Estland och Pskov oblast i Ryssland samt samarbetar även med vojvodskapet Lublin i Polen. För historia, geografi och kultur, se artikeln om landskapet Dalarna.

## Administrativ historik

### Äldre indelning
Den administrativa indelningen var under äldre tider mycket obestämd. Ofta var Dalarna lagt under fogden på Västerås slott, ofta hade det även sin egen fogde. Bergslagerna hade även i detta hänseende en särställning med bergsfogdar, vilka dock var underordnade fogden över Dalarna. Gustav Vasa uppdelade Dalarna, (Tuna län) 1533 på två fögderier. Jämkningar i denna delning skedde senare. Särskilt gjordes under Gustav II Adolf och Kristinas förmyndare försök med inrättande av ett särskilt bergslän, som skulle omfatta Dalarnas och Västmanlands bergslager.
1634 års regeringsform hade emellertid bestämt, att "Dalarna och Kopparbergslagen" skulle utgöra ett särskilt län. Detta omfattade inledningsmässigt inte hela nuvarande länet som 1647 upprättades genom ett kungligt brev.

### Gränsförändringar
Den 1 januari 1864 (enligt regeringsbeslut den 13 november 1863) överfördes Hamra kapellag (senare Hamra församling) från Kopparbergs län till Gävleborgs län. Kapellaget hade tidigare tillhört Orsa socken.

## Geografi

### Växt- och djurliv
I Dalarna är orkidéer, granspira, klockljung, mosippa, smällvedel och såpört fridlysta.

### Naturskydd
Dalarna är uppdelat i fyra skötselområden för förvaltning och skötsel av de fyra stora rovdjuren, lo, varg, björn och järv.
| Södra - Avesta kommun - Hedemora kommun - Säters kommun - Smedjebackens kommun - Borlänge kommun. | Östra - Falu kommun - Rättviks kommun - Den del av Leksands kommun som ligger öster om Siljan. | Västra - Ludvika kommun - Gagnefs kommun - Vansbro kommun - Malung-Sälens kommun (exkl. Transtrand) - Leksands kommun väster om Siljan - Mora kommun väster om Siljan. | Norra - Älvdalens kommun - De delar av Mora kommun som ligger norr om Siljan - Transtrands församling |

## Styre och politik

### Administrativ indelning

#### Kommuner

Kommuner i Dalarnas län

| - Avesta - Borlänge - Falun - Gagnef - Hedemora | - Leksand - Ludvika - Malung-Sälen - Mora - Orsa | - Rättvik - Smedjebacken - Säter - Vansbro - Älvdalen |

### Politik

#### Politiska majoriteter i Dalarnas län (2022-2026)

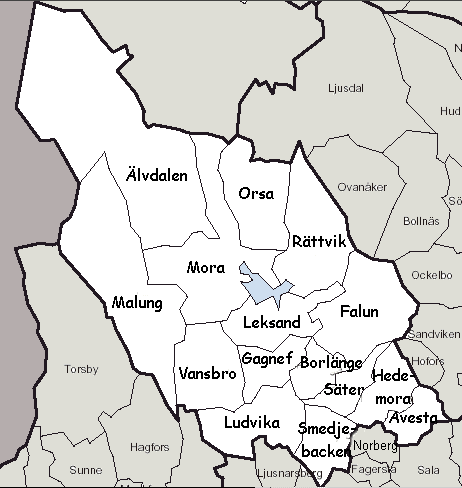
Kommuner i Dalarnas län

| Region         | Politiskt styre | Politiskt styre | Politiskt styre | Politiskt styre | Politiskt styre | Politiskt styre | Politiskt styre | Antal mandat | Källa |
| Region Dalarna |                 |                 |                 |                 | S+C+KD+DSP      | S+C+KD+DSP      | S+C+KD+DSP      | 47 av 83     | [ 5 ] |

| Kommun       | Politiskt styre | Politiskt styre | Politiskt styre | Politiskt styre | Politiskt styre | Politiskt styre | Politiskt styre | Antal mandat         | Källa         |
| Avesta       |                 |                 | S+C             | S+C             | S+C             | S+C             | S+C             | 21 av 41             | [ 6 ]         |
| Borlänge     |                 |                 | S+M             | S+M             | S+M             | S+M             | S+M             | 32 av 61             | [ 7 ] [ 8 ]   |
| Falun        |                 |                 | S+M             | S+M             | S+M             | S+M             | S+M             | 32 av 61             | [ 9 ]         |
| Gagnef       |                 |                 |                 | C+S+M           | C+S+M           | C+S+M           | C+S+M           | 18 av 35             | [ 10 ]        |
| Hedemora     |                 |                 |                 | M+S+MP          | M+S+MP          | M+S+MP          | M+S+MP          | 18 av 35             | [ 11 ]        |
| Leksand      |                 |                 |                 |                 | M+S+C+L         | M+S+C+L         | M+S+C+L         | 20 av 41 (minoritet) | [ 12 ]        |
| Ludvika      |                 |                 |                 | S+M+KD          | S+M+KD          | S+M+KD          | S+M+KD          | 26 av 45             | [ 13 ]        |
| Malung-Sälen |                 |                 | S+M             | S+M             | S+M             | S+M             | S+M             | 24 av 39             | [ 14 ] [ 15 ] |
| Mora         |                 |                 |                 |                 | C+MOP+M+KD      | C+MOP+M+KD      | C+MOP+M+KD      | 24 av 41             | [ 16 ]        |
| Orsa         |                 |                 | C+S             | C+S             | C+S             | C+S             | C+S             | 18 av 31             | [ 17 ]        |
| Rättvik      |                 |                 |                 | C+M+KD          | C+M+KD          | C+M+KD          | C+M+KD          | 20 av 39             | [ 18 ]        |
| Smedjebacken |                 |                 | S+V             | S+V             | S+V             | S+V             | S+V             | 21 av 35             | [ 19 ]        |
| Säter        |                 |                 |                 | S+C+KD          | S+C+KD          | S+C+KD          | S+C+KD          | 19 av 35             | [ 20 ]        |
| Vansbro      |                 |                 | S+M             | S+M             | S+M             | S+M             | S+M             | 14 av 31 (minoritet) | [ 21 ]        |
| Älvdalen     |                 |                 | S+C             | S+C             | S+C             | S+C             | S+C             | 20 av 35             | [ 22 ]        |

## Ekonomi och infrastruktur

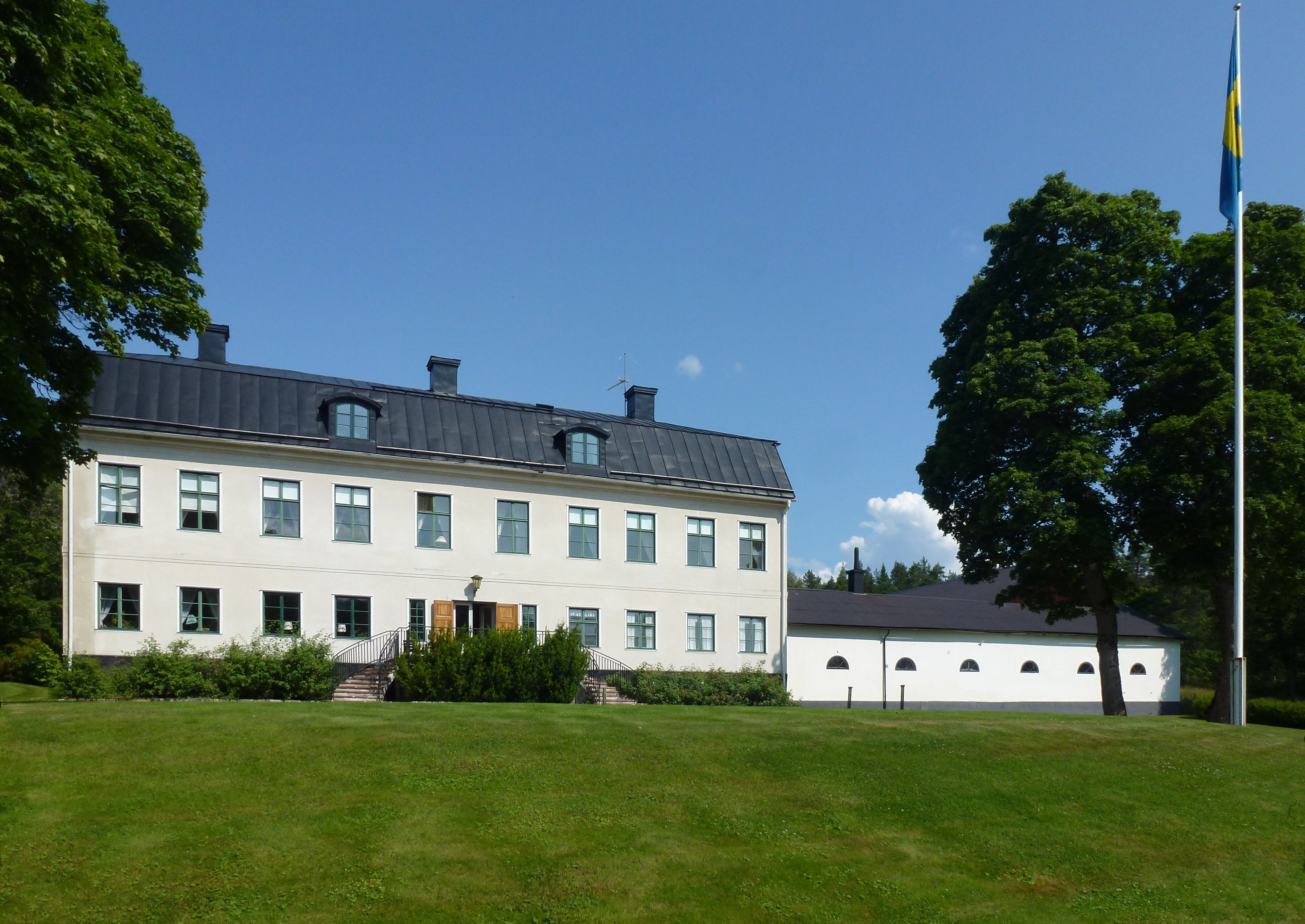
Schisshyttans herrgård cirka nio kilometer nordväst om Smedjebacken

I den södra delen av landskapet har stora delar av ekonomin historiskt haft samband med Bergslagen och bruksnäringen. Detta har där bidragit till bygget av en mängd gods och herrgårdar. Se vidare Lista över slott och herrgårdar i Dalarna. I den norra halvan av landskapet saknades denna koppling, och man levde mest som småbönder.
Skogen och metallhantering har fortsatt att spela stor roll i landskapet in i modern tid. Dessutom har tjänstenäringarna vuxit i betydelse, liksom turismen. Den sistnämnda är främst kopplad till Siljansbygden och fjällområdena i väster (Sälen och Idre).

## Befolkning

### Demografi

#### Tätorter
De tio största tätorterna i länet enligt Statistiska centralbyråns tätortsavgränsning den 31 december 2015:
| Nr | Tätort       | Folkmängd (31 december 2018) |
| -- | ------------ | ---------------------------- |
| 1  | Borlänge     | 42 947                       |
| 2  | Falun        | 38 356                       |
| 3  | Ludvika      | 15 742                       |
| 4  | Mora         | 12 749                       |
| 5  | Avesta       | 12 017                       |
| 6  | Hedemora     | 7 605                        |
| 7  | Leksand      | 6 337                        |
| 8  | Orsa         | 5 493                        |
| 9  | Smedjebacken | 5 287                        |
| 10 | Rättvik      | 5 195                        |

Residensstaden är i fet stil

#### Befolkningsutveckling
| Befolkningsutvecklingen i Dalarnas län 1750–2020 | Befolkningsutvecklingen i Dalarnas län 1750–2020 | Befolkningsutvecklingen i Dalarnas län 1750–2020 | Befolkningsutvecklingen i Dalarnas län 1750–2020 | Befolkningsutvecklingen i Dalarnas län 1750–2020 |
| ------------------------------------------------ | ------------------------------------------------ | ------------------------------------------------ | ------------------------------------------------ | ------------------------------------------------ |
|                                                  |                                                  |                                                  |                                                  |                                                  |
| År                                               |                                                  |                                                  | Folkmängd                                        |                                                  |
| 1750                                             | 1750                                             |                                                  | 96 701                                           |                                                  |
| 1760                                             | 1760                                             |                                                  | 104 692                                          |                                                  |
| 1769                                             | 1769                                             |                                                  | 109 925                                          |                                                  |
| 1795                                             | 1795                                             |                                                  | 119 088                                          |                                                  |
| 1800                                             | 1800                                             |                                                  | 122 624                                          |                                                  |
| 1810                                             | 1810                                             |                                                  | 118 652                                          |                                                  |
| 1820                                             | 1820                                             |                                                  | 122 840                                          |                                                  |
| 1830                                             | 1830                                             |                                                  | 134 820                                          |                                                  |
| 1840                                             | 1840                                             |                                                  | 138 141                                          |                                                  |
| 1850                                             | 1850                                             |                                                  | 151 497                                          |                                                  |
| 1860                                             | 1860                                             |                                                  | 166 899                                          |                                                  |
| 1870                                             | 1870                                             |                                                  | 175 523                                          |                                                  |
| 1880                                             | 1880                                             |                                                  | 190 133                                          |                                                  |
| 1890                                             | 1890                                             |                                                  | 197 449                                          |                                                  |
| 1900                                             | 1900                                             |                                                  | 217 708                                          |                                                  |
| 1910                                             | 1910                                             |                                                  | 233 873                                          |                                                  |
| 1920                                             | 1920                                             |                                                  | 254 259                                          |                                                  |
| 1930                                             | 1930                                             |                                                  | 249 717                                          |                                                  |
| 1940                                             | 1940                                             |                                                  | 248 559                                          |                                                  |
| 1950                                             | 1950                                             |                                                  | 267 081                                          |                                                  |
| 1960                                             | 1960                                             |                                                  | 286 047                                          |                                                  |
| 1970                                             | 1970                                             |                                                  | 277 057                                          |                                                  |
| 1980                                             | 1980                                             |                                                  | 286 968                                          |                                                  |
| 1990                                             | 1990                                             |                                                  | 289 067                                          |                                                  |
| 2000                                             | 2000                                             |                                                  | 278 259                                          |                                                  |
| 2010                                             | 2010                                             |                                                  | 277 047                                          |                                                  |
| 2020                                             | 2020                                             |                                                  | 287 676                                          |                                                  |
| Anm: Källa: SCB - Folkmängd i län 1749–2020.     |                                                  |                                                  |                                                  |                                                  |